# Hooke Point
Der Hooke Point ist eine Landspitze an der Loubet-Küste des Grahamlands im Norden der Antarktischen Halbinsel. Sie liegt nahe dem Kopfende des Lallemand-Fjords und bildet auf der Nordseite der Arrowsmith-Halbinsel die östliche Begrenzung der Einfahrt zur Dowdeswell Bay.
Der Falkland Islands Dependencies Survey kartierte sie zwischen 1946 und 1959 anhand von Vermessungen und Luftaufnahmen. Das UK Antarctic Place-Names Committee benannte sie 1959 nach dem englischen Universalgelehrten Robert Hooke (1635–1703), in dessen Hauptwerk Micrographia die erste bekannte Beschreibung von Eiskristallen enthalten ist.